# Biblioteca universitaria di Genova
La Biblioteca universitaria di Genova è il maggiore istituto bibliografico della Liguria, titolare del deposito legale; possiede oltre 600.000 unità tra volumi, opuscoli, manoscritti, incunaboli, cinquecentine, autografi, periodici.
A partire dal settembre 2013 trasferisce buona parte del proprio patrimonio bibliografico presso la nuova sede sita in Via Balbi 40 (ex Hotel Colombia). Dal luglio 2014 viene chiusa la sede storica di Via Balbi 3.

## Storia
Il nucleo storico dei fondi librari dell'attuale Biblioteca è costituito dalla Libreria del Collegio dei gesuiti. Le notizie più antiche sull'esistenza di una libreria annessa alle scuole fondate dai gesuiti genovesi risalgono al 1604. Trovata nel 1623 una sede definitiva nell'area del convento di san Girolamo del Roso, venduta ai padri ignaziani dalla famiglia Balbi, la costruzione del collegio era terminata nel 1664, ma le scuole si erano già stabilite nelle parti agibili del palazzo tra il 1636 e il 1642. Come in tutti i collegi gesuiti, anche in quello genovese si trovavano almeno due biblioteche, quella "domestica", di uso scolastico, e la "Libreria" vera e propria ospitata nella cosiddetta "Terza Sala", che conserva ancora oggi la parte monumentale con gli scaffali in legno di radica, risalente nell'impostazione a metà Seicento.
Nel corso del Settecento la Libreria fu sottoposta a diverse ristrutturazioni: verso metà secolo il decoro ligneo venne rinnovato nello stile del barocchetto genovese e nel 1777 la scaffalatura fu alzata sino al soffitto, costruendo il ballatoio, la ringhiera e la "piccola scala a lumaca" che porta al piano superiore.
Con lo scioglimento nel 1773 della Compagnia di Gesù, il collegio fu ribattezzato "università pubblica" e passò sotto il controllo della Repubblica di Genova e la biblioteca gesuitica si trasformò nella "libreria della pubblica Università di strada Balbi".

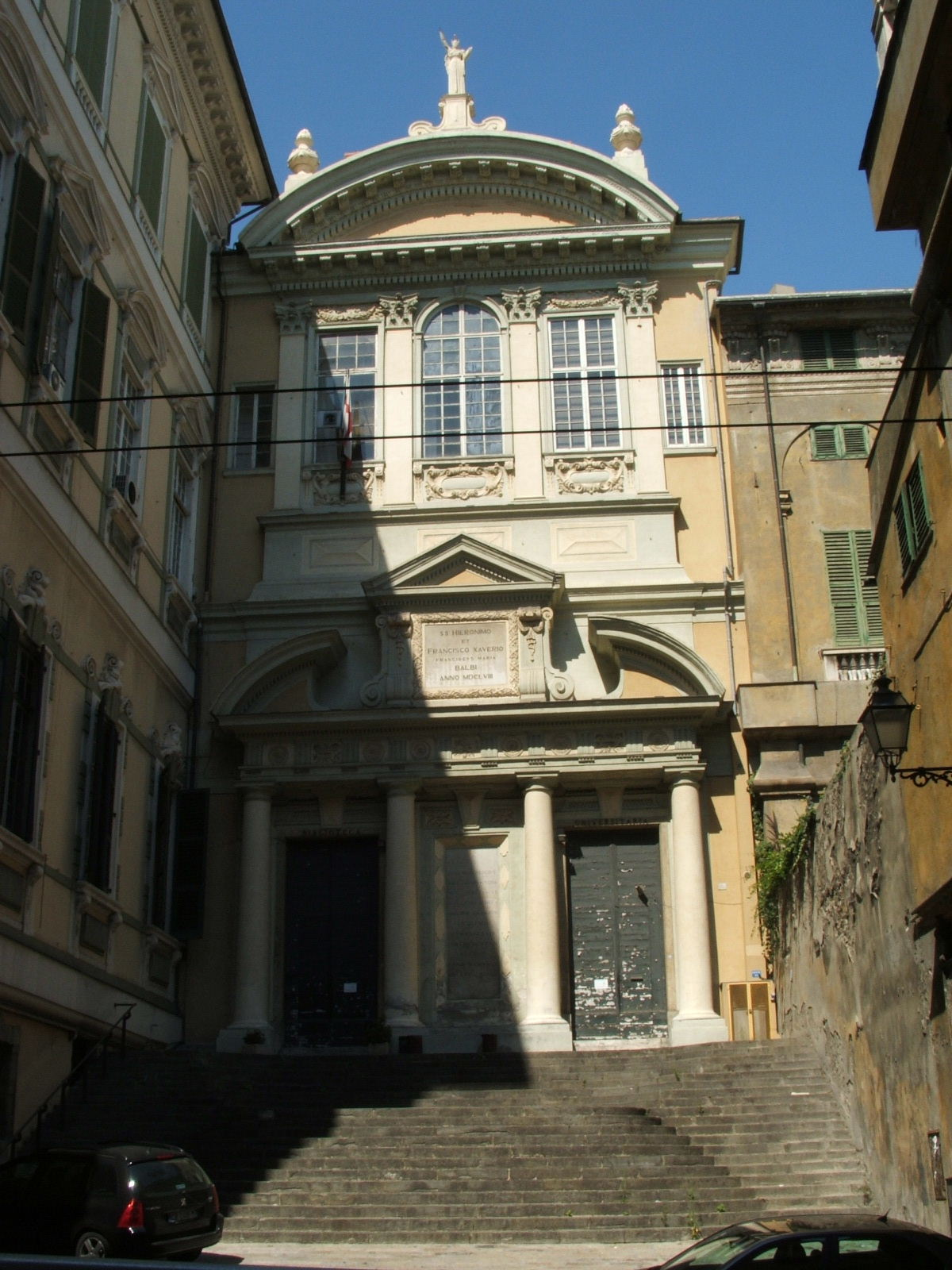
L'ex chiesa del collegio dei gesuiti

Nel 1778 l'erudito Gaspare Luigi Oderico fu nominato bibliotecario con l'incarico di catalogare i libri dell'ex collegio. Aiutato dal coadiutore Giovanni Battista Enrici e dal copista Domenico Noli, l'ex gesuita portò a conclusione l'impresa nel 1787. Il frutto di tanto certosino lavoro è un catalogo alfabetico per autori in quattro volumi, tuttora noto come "Catalogo Oderico", che porta il titolo Bibliothecae Universitatis Genuensis Catalogus secundum Auctorum cognomina ordine alphabetico dispositus 1785-1787. Il catalogo fu redatto in due copie.
Agli anni trenta dell'Ottocento risale l'allungamento della libreria gesuitica, portata dagli originali 15 agli attuali 24 metri di lunghezza, per ospitare l'accresciuto patrimonio di volumi. Durante la Repubblica democratica ligure, tra il 1797 e il 1799 esso conobbe infatti un ulteriore ampliamento poiché nella Biblioteca confluirono i volumi delle librerie dei conventi e delle corporazioni religiose soppresse da un editto napoleonico; nonché manoscritti e volumi provenienti dalla libreria messa insieme nella seconda metà del Seicento dal dotto agostiniano Angelico Aprosio.
Dichiarata nel 1801 Pubblica Biblioteca Nazionale, il governo ne sancì la titolarità a ricevere il deposito obbligatorio dagli stampatori della Liguria. Nel 1815, con il passaggio dei territori liguri sotto i Savoia del Regno di Sardegna, come "biblioteca della regia Università di Genova" essa riprese il suo stretto legame con l'ateneo, peraltro mai interrotto. Nel 1866, con l'ultima ondata di soppressioni di congregazioni religiose, la Biblioteca si arricchì ulteriormente delle librerie conventuali, fatto che giustifica la presenza tra le sue attuali raccolte di un corposo nucleo di materie religiose e teologiche.

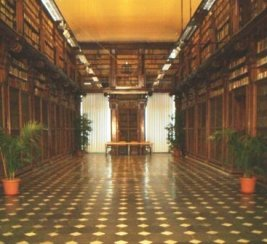
Sala III, libraria gesuitica della sede storica

Il continuo incremento dei fondi librari pose presto il problema dell'insufficienza dei locali. Dopo varie ipotesi, la soluzione fu individuata destinando l'ex chiesa del collegio dei gesuiti a nuova sede della Biblioteca, inaugurata nel dicembre 1935. Nel progetto di ristrutturazione fu adottata una soluzione considerata al tempo di avanguardia: la navata della chiesa venne divisa orizzontalmente per ospitare il magazzino librario costituito da una struttura metallica di quattro piani e, nella parte superiore, la sala di lettura.
Con la costituzione del nuovo ministero, dal 1975 la Biblioteca è un istituto del Ministero dei Beni e delle Attività Culturali e del Turismo (MiBact). Già a partire dagli anni Ottanta del Novecento la struttura della sede di Via Balbi 3 non è più sufficiente ad accogliere il patrimonio bibliografico in continuo aumento. Il MiBact acquista alla fine del secolo la struttura monumentale dell'ex Hotel Colombia Excelsior. I lavori di ristrutturazione e restauro prendono avvio nel 2001 sotto la direzione della Soprintendenza per i Beni Architettonici e per il Paesaggio della Liguria. Dall'ottobre 2013 buona parte del patrimonio è stato trasferito nella nuova sede dell'ex Hotel Colombia, in Via Balbi 40, e dal 25 luglio 2014 la sede storica è stata chiusa.

## Raccolte
Le sale della biblioteca sono 34. Le prime tre sale raccolgono la maggior parte del patrimonio librario a stampa proveniente dal Collegio e dalla Casa Professa dei Gesuiti genovesi e delle Congregazioni religiose soppresse nel Settecento e nell'Ottocento.
A parte la "Terza sala", che occupa il locale originario della Biblioteca gesuitica, la "Prima sala", il Vestibolo e le sale 33 e 34 che sono state dislocate per anni in un magazzino esterno alla biblioteca e le altre sale erano tutte inserite nel magazzino librario che occupava la navata centrale e una cappella destra dell'ex chiesa del collegio dei gesuiti. Nella cappella sinistra rimasta fu costruita, nel 1935, la "Sala rari e manoscritti" che ancora oggi, insieme all'"Atrio rari", custodisce il materiale più prezioso dell'istituto. Le altre sale, sino alla nona compresa, hanno carattere eterogeneo. Le sale dalla undicesima alla trentaduesima, costituite dopo la seconda guerra mondiale, corrispondono ciascuna ad una materia o a più materie affini. Le sale 33 e 34, di più recente istituzione, raccolgono in prevalenza opere dei secoli XVI - XVIII solo in parte catalogate. Sempre nel grande magazzino librario si trovavano le sale cosiddette "Ligure" e "Corsica": la prima, iniziata nel 1865 dal bibliotecario Emanuele Celesia per raccogliere testi stampati in Liguria o di autori liguri, comprende circa 6.000 volumi; la sala Corsica è costituita da circa 180 volumi e opuscoli relativi alla Corsica. Tutto questo materiale, in parte già trasferito, troverà dimora nella nuova sede.

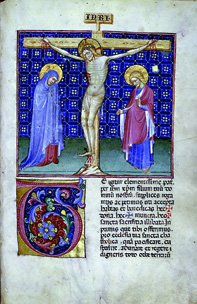
Particolare di un manoscritto religioso

La biblioteca possiede, inoltre, un certo numero di fondi bibliografici pervenuti intorno agli anni venti - trenta del Novecento: la "Biblioteca Manuel Belgrano" (donazione della Repubblica Argentina, comprende 1.500 volumi relativi alla storia del territorio argentino), la "Geografica degli Stati Americani" (costituita per disposizione governativa nel 1931, comprende circa 1.200 volumi); la "Biblioteca del Presidio Militare" (cessione permanente del 1934, costituita da testi riguardanti le discipline belliche); il Fondo "Laura" (costituito da 13.000 volumi ed opuscoli di carattere prevalentemente filosofico e religioso, sociologico e letterario); il Fondo "Rossello" (lascito degli anni trenta, comprende circa 1.500 volumi soprattutto di materie giuridiche); il Fondo "Gropallo" (circa 1.750 volumi in gran parte di testi letterari).
Durante la prima metà del Novecento molte sono state le donazioni e i lasciti sia di materiale librario a stampa sia di materiale manoscritto. Fra questi si ricordano la preziosa donazione Gerolamo Gaslini del 1942 (60 manoscritti di periodo umanistico e 120 incunaboli), il Fondo Umberto Fracchia pervenuto nel 1982 (comprende opere manoscritte e a stampa di carattere letterario) e il Fondo Luigi Pelloux giunto nello stesso anno (contiene opere di argomento prevalentemente storico e militare).
Anche la politica degli acquisti ha incrementato negli anni le raccolte: nel 1954 si acquistò dal Ministero della Pubblica Istruzione una raccolta appartenente alla famiglia De Gaudenzi (contiene soprattutto edizioni dannunziane e di critica dannunziana) e della fine degli anni Novanta del Novecento è l'acquisto del Fondo Lucia Morpurgo Rodocanachi di grandissimo interesse per la storia letteraria del Novecento. Nel 2012 sono state acquisite le carte di Tito Rosina letterato genovese appassionato studioso di D'Annunzio.
Nel Settore Conservazione della biblioteca, che come si è visto custodisce i cimeli più rari e tutto il fondo dei manoscritti, oltre a preziosi codici e corali liturgici, sono particolarmente interessanti la grande raccolta di Autografi (circa 14.000 pezzi nei quali è in parte confluita la posta dei vari direttori della biblioteca che avevano contatti con molti personaggi del mondo intellettuale e politico) e il Fondo Nino Bixio, conosciuto come Autografi del Risorgimento (comprende quattordici cassette di corrispondenza e appunti).

## Servizi

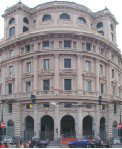
Nuova Sede della Biblioteca Universitaria di Genova - Via Balbi 40 - ex Hotel Colombia

Per accedere alla Biblioteca è necessario aver compiuto 16 anni di età. Oltre alla consultazione in sede del materiale posseduto, è possibile usufruire dei servizi di prestito locale e interbibliotecario per richiedere le opere ad altre biblioteche italiane o straniere.
Sono attivi inoltre servizi di informazioni bibliografiche (in loco, per e-mail, attraverso moduli on-line e per telefono) e di fotoriproduzioni (fotocopie e scansioni).